# Ápio Júnio Silano
Ápio Júnio Silano (em latim: Appius Junius Silanus; m. 42) foi um senador romano da gente Júnia eleito cônsul em 28 com Públio Sílio Nerva. Silano foi incorretamente chamado de Caio Ápio Silano (em latim: Gaius Appius Silanus) por Dião Cássio.

## Origem
A relação de Silano com os outros Júnios Silanos é obscura. Segundo Ronald Syme, Ápio, Décimo Júnio Silano, conhecido por ter tido um caso com Júlia, a Jovem, e Marco Júnio Silano, cônsul em 15, eram filhos de Caio Júnio Silano, cônsul em 10. Ele é frequentemente confundido com Marco Júnio Silano Torquato, cônsul em 19.

## Carreira
Em 32, foi acusado de maiestas ("traição"), mas acabou sendo salvo por Celso, um dos delatores. Logo depois da ascensão de Cláudio, em 41, Silano, que era governador da Hispânia Tarraconense, foi convocado a Roma para se casar com Domícia Lépida, a mãe da imperatriz Messalina. Ao chegar, Silano foi tratado com grande distinção, mas, depois de recusar os avanços da própria Messalina, acabou condenado à morte pelo imperador. A imperatriz e Tibério Cláudio Narciso o acusaram de conspirar para matar o imperador e alegaram terem visto Silano tentando assassinar Cláudio em seus sonhos.
Seu casamento com Domícia não produziu filhos.